# Мендоса, Сесар
Сесар Леонидас Мендоса Дуран (исп. César Leonidas Mendoza Durán, 11 сентября 1918, Сантьяго — 13 сентября 1996, Сантьяго) — чилийский полицейский генерал, директор корпуса карабинеров в 1973—1985. Участник военного переворота 11 сентября 1973, член военной хунты генерала Пиночета. Известный спортсмен-конник, призёр хельсинкской Олимпиады 1952.

## Полицейская карьера
Родился в семье преподавателя Атилио Мендосы Вальдебенито и пианистки Амалии Дуран. В 1938 был призван в армию, в 1940 поступил в училище карабинеров.
С 1942 на полицейской службе. Занимал ряд офицерских должностей в различных региональных управлениях. С 1970 — генерал, с 1972 — генеральный инспектор корпуса карабинеров Чили.

## Спортивные достижения
Сесар Мендоса считается выдающимся спортсменом Чили. Поскольку подготовка карабинеров включала верховую езду, Мендоса увлёкся конным спортом.
В 1951 году завоевал золотую медаль Панамериканских игр в командном конкуре. В 1952 году участвовал в XV Олимпийских играх — стал обладателем серебряной медали в командном конкуре. На Панамериканских играх 1959 году завоевал бронзовую медаль в выездке и золотую в командной выездке.

## Участие в свержении Альенде
В сентябре 1973 года генерал Мендоса являлся заместителем генерального директора Корпуса карабинеров. Командующий корпусом генерал Хосе Мария Сепульведа поддерживал правительство Народного единства, однако Мендоса и генерал Артуро Йоване склонялись к поддержке оппозиции (хотя в военном заговоре напрямую участвовал только последний). 10 сентября 1973 года Мендоса встретился с командующим ВВС Чили генералом Густаво Ли Гусманом и принял его предложение присоединиться к военному мятежу против президента Сальвадора Альенде.
11 сентября 1973 года Мендоса провозгласил себя генеральным директором Корпуса и обеспечил участие карабинеров в военном перевороте. В частности, он приказал арестовать законного командующего Корпусом генерала Сепульведу, который вместе с Альенде находился в президентском дворце «Ла-Монеда», и всех известных сторонников правительства среди карабинеров, а также отозвал охранявших дворец солдат. В своей последней речи президент Альенде отдельно упомянул «господина Мендосу», назвав его «генералом-подлецом, который ещё вчера заявлял о своей верности и преданности правительству».

## Во главе пиночетовской полиции
После переворота Сесар Мендоса возглавил корпус карабинеров и стал членом правительственной хунты генерала Пиночета. Он военизировал полицейскую службу, перевёл карабинеров из МВД в ведение министерства обороны. Сыграл видную роль в политических репрессиях. С другой стороны, Мендоса осуществил также ряд мероприятий по усилению эффективности полиции — были учреждены департамент по борьбе с наркоторговлей, служба психометрических расследований, группа оперативного спецназа.
В конце марта 1985 в Сантьяго были похищены и убиты три активиста компартии. Первоначально Мендоса попытался представить это как «сведение счётов между коммунистами». Однако жестокое тройное убийство вызвало серьёзный резонанс и заставило провести профессиональное расследование. Была установлена ответственность карабинеров (хотя Мендоса безуспешно пытался переложить её на тайную полицию СЕНИ). Громкий скандал вынудил Мендосу подать в отставку 2 августа 1985 (во главе чилийской полиции его сменил Родольфо Станхе).

## Общественная активность
После отставки Сесар Мендоса углубился в общественную деятельность. В 1987 он стал одним из основателей частного Университета Лас-Кондес. Мендоса и его жена Алисия Годой учредили также благотворительную организацию помощи детям.
Скончался Сесар Мендоса в госпитале карабинеров через два дня после своего 78-летия.

## Интересные факты
В день военного переворота и свержения президента Альенде — 11 сентября 1973 — Сесару Мендосе исполнилось 55 лет. Таким образом, праздничная дата пиночетовских времён совпадала с днём рождения Мендосы.